# Kira Noir

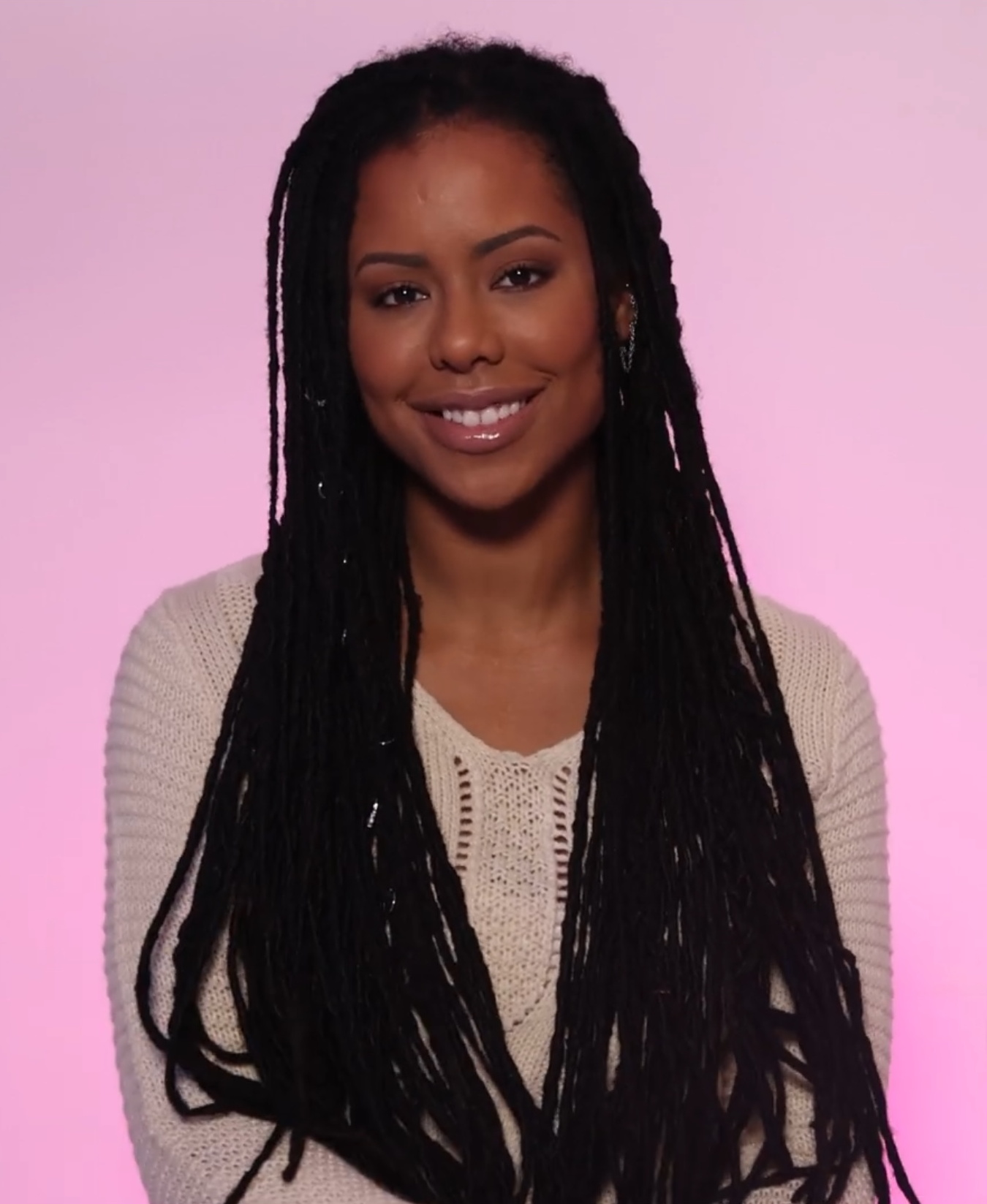
Kira Noir, 2022

Kira Noir (* 16. Juli 1994 in San Marino, Kalifornien) ist eine US-amerikanische Pornodarstellerin.

## Leben
Kira Noir wurde als Tochter eines in der Marine dienenden Vaters geboren und zog häufig um. Sie und ihre Schwester wuchsen größtenteils in Nashville, Tennessee, auf. Nach eigenen Angaben war sie während ihrer Zeit in der High School ein Nerd, der zumeist mit gleichgesinnten Mitschülern Umgang pflegte. Nach Beendigung ihrer Schullaufbahn lebte sie in verschiedenen Orten im US-Bundesstaat Missouri, bis sie sich in St. Louis niederließ, wo sie drei Jahre lang wohnte. Dort begann sie als Stripperin zu arbeiten und nahm später eine Tätigkeit als Webcam-Modell auf. Sie gibt an, dass die Darstellerin Bonnie Rotten, deren aufgezeichnete Bühnenshows sie sich angesehen hatte, sie zum Beginn ihrer Karriere als Pornodarstellerin inspiriert habe.
Mit 20 Jahren debütierte sie im Jahr 2014 als Darstellerin in Hardcore-Pornofilmen. Sie hat während ihrer bisherigen Tätigkeit für folgende Unternehmen und Websites der Pornofilmbranche gearbeitet: 3rd Degree, Wicked Pictures, Devil’s Film, Kink.com, Digital Playground, Evil Angel, Brazzers Network und Reality Kings. Sie ist bekannt für ihre Darbietungen in Filmen des Genre „Ebony“.

## Auszeichnungen
- 2018: Urban X Awards – Winner: Best Anal Performer[2]
- 2019: AVN Award – Winner: Best Group Sex Scene (in „After Dark“)[3]
- 2020: XBIZ Award – Winner: Best Sex Scene – Comedy (in „3 Cheers For Satan“)[4]
- 2021: AVN Award – Best Supporting Actress[5]
- 2022: AVN Award – Best Supporting Actress[6]
- 2023: AVN Award – Female Performer of the Year[7]
- 2023: AVN Award – Best Supporting Actress[7]
- 2024: AVN Award – Best Leading Actress[8]
- 2024: AVN Award – Best Oral Sex Scene[8]
- 2024: AVN Award – Best Tag-Team Sex Scene[8]
- 2025: AVN Award – Best Foursome/Orgy Scene (in 20 For 20, zusammen mit Angela White, Cherie DeVille, Alexis Fawx, Monique Alexander, Luna Star, Ryan Reid, Gal Ritchie, Queenie Sateen,  Kayley Gunner, Abigaiil Morris, Lily Lou, JMac, Manuel Ferrara, Mick Blue, Keiran Lee, Van Wylde, Alex Jones, Ricky Johnson, Scott Nails, Hollywood Cash & Isiah Maxwell)[9]

## Filmografie (Auswahl)
- 2015: This Ain’t American Horror Story XXX
- 2018: After Dark
- 2018: DP Me 8
- 2019: 3 Cheers For Satan
- 2019: Drive
- 2020: Cougar Queen: A Tiger King Parody
- 2020: Gym Nymphos 2
- 2020: Ready, Set, Gape
- 2020: Erotica Desires
- 2020: Baddies
- 2020: Bush Friends Forever
- 2020: Interracial Lovers
- 2021: Blacked Raw 47
- 2021: The Art of Anal Sex 13
- 2021: ASMR Fantasy 2
- 2021: Look At Her Now 3
- 2021: Natural Beauties 14
- 2021: Everything Butt 2: Gapes of Wrath
- 2021: Dirty Intentions 8
- 2021: Mom Knows Best 20
- 2023: Machine Gunner
- Naughty Girls 6
- Tushy Raw 15, 23
- Sneaky Sex 17
- Back In The Game
- Black Honey 2
- Black Chicks Suckin’ Dicks
- Share My Boyfriend 17
- Girlcore Season 1
- In Love With Anal Sex
- Women Seeking Women 173
- Ebony Overload
- Black Girl Magic
- Threesome Fantasies 5
- Axel Braun’s Brown Sugar 3
- Black To Basics 2
- Swallowed.com 15, 23
- Blow: A DP XXX Parody
- My First Interracial 10, 12
- Black Cheerleaders
- Ebony Sex Tapes 5
- Brown Bunnies 25, 27
- Black & White 10
- The Candidate
- Black Anal Asses